# Eric Vail
Eric Douglas Vail (* 16. September 1953 in Timmins, Ontario) ist ein ehemaliger kanadischer Eishockeyspieler, der im Verlauf seiner aktiven Karriere zwischen 1970 und 1983 unter anderem 637 Spiele für die Atlanta Flames bzw. Calgary Flames und Detroit Red Wings in der National Hockey League (NHL) auf der Position des linken Flügelstürmers bestritten hat. Vail, der mit der kanadischen Nationalmannschaft an der Weltmeisterschaft 1977 teilnahm, gewann im Jahr 1975 die Calder Memorial Trophy als Liganeuling des Jahres der NHL.

## Karriere
Vail spielte während seiner Zeit in der Juniorenklasse bei den Niagara Falls Flyers, Sault Ste. Marie Greyhounds und Sudbury Wolves in der Ontario Hockey Association (OHA). Seine körperliche Stärke brachte ihm den Spitznamen „Big Train“ ein, den früher auch NHL-Legende Lionel Conacher innehatte. Beim NHL Amateur Draft 1973 wählten ihn die Atlanta Flames aus der National Hockey League (NHL) in der zweiten Runde an 21. Stelle aus. Ebenso wurde er im WHA Amateur Draft 1973 in der dritten Runde an 29. Stelle von den Nordiques de Québec aus der zu dieser Zeit mit der NHL in Konkurrenz stehenden World Hockey Association (WHA) gezogen.
Die Saison 1973/74 begann der Stürmer bei den Omaha Knights in der Central Hockey League (CHL), schaffte jedoch im Verlauf der Spielzeit den Sprung in den Kader der Atlanta Flames und damit in die NHL. Bei seinen 23 Einsätzen für die Flames gelangen ihm elf Scorerpunkte. Mit weniger als 25 absolvierten Spielen galt er in der folgenden Saison 1974/75 noch als Rookie. Nun war er Stammspieler im Kader der Flames und erzielte 39 Treffer für sein Team. Dies brachte ihm die Auszeichnung mit der Calder Memorial Trophy als bestem Rookie der Liga ein. Er war damit der erste Spieler der Flames, der eine derartige Auszeichnung erhielt. In dieser Zeit zählte er zu den wenigen positiven Erscheinungen im eher enttäuschenden Team Atlantas. Er vertrat das Team 1977 beim NHL All-Star Game, womit er ebenfalls der erste Spieler der Franchise-Geschichte war, dem dies gelang. Mit 83 Punkten war die Saison 1978/79 die erfolgreichste in seiner Karriere. Er zog mit dem Team im Sommer 1980 ins kanadische Calgary um. Kurz nach Anfang seiner zweiten Saison bei den Calgary Flames wurde er im November 1981 im Tausch für Gary McAdam sowie Viertrunden-Wahlrechten in den NHL Entry Drafts 1982 und 1983 an die Detroit Red Wings abgegeben.
Bei den Red Wings musste der Kanadier, der immer wieder von Verletzungen geplagt war, schon in seinem ersten Jahr vereinzelt im Farmteam Detroits, den Adirondack Red Wings aus der American Hockey League, spielen. Nachdem er dort die komplette Spielzeit 1982/83 verbracht hatte, beendete er im Sommer 1983 kurz vor seinem 30. Geburtstag seine aktive Laufbahn.

### International
Für sein Heimatland nahm Vail mit der kanadischen Nationalmannschaft an der Weltmeisterschaft 1977 in der österreichischen Landeshauptstadt Wien teil. Im Turnierverlauf bestritt der Stürmer neun Spiele und sammelte dabei fünf Scorerpunkte. Seine vier Tore sorgten schließlich mit dafür, dass die Kanadier die Medaillenrunde erreichten, wo sie allerdings nur den vierten Rang belegten.

## Erfolge und Auszeichnungen
- 1975 Calder Memorial Trophy
- 1977 Teilnahme am NHL All-Star Game

## Karrierestatistik

### International
Vertrat Kanada bei:
- Weltmeisterschaft 1977

(Legende zur Spielerstatistik: Sp oder GP = absolvierte Spiele; T oder G = erzielte Tore; V oder A = erzielte Assists; Pkt oder Pts = erzielte Scorerpunkte; SM oder PIM = erhaltene Strafminuten; +/− = Plus/Minus-Bilanz; PP = erzielte Überzahltore; SH = erzielte Unterzahltore; GW = erzielte Siegtore; 1 Play-downs/Relegation; Kursiv: Statistik nicht vollständig)